# Винтерлюдия

Каток на канале Ридо в Оттаве, февраль 2010

Ледяные скульптуры и шоу. Винтерлюдия, Оттава, февраль 2010

Ледяные скульптуры и шоу. Винтерлюдия, Оттава, февраль 2010

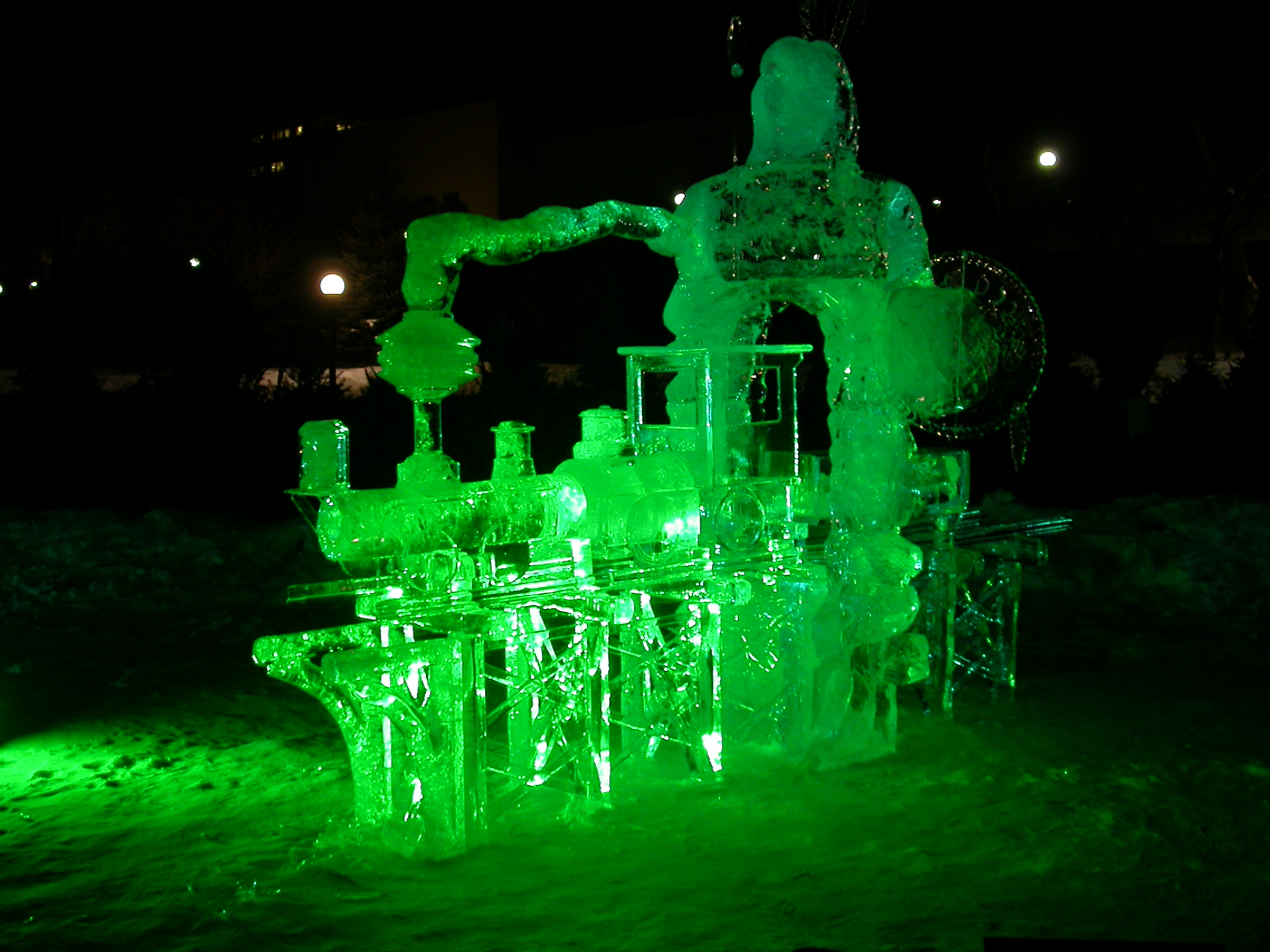
Ночная подсветка скульптур в Парке Конфедерации

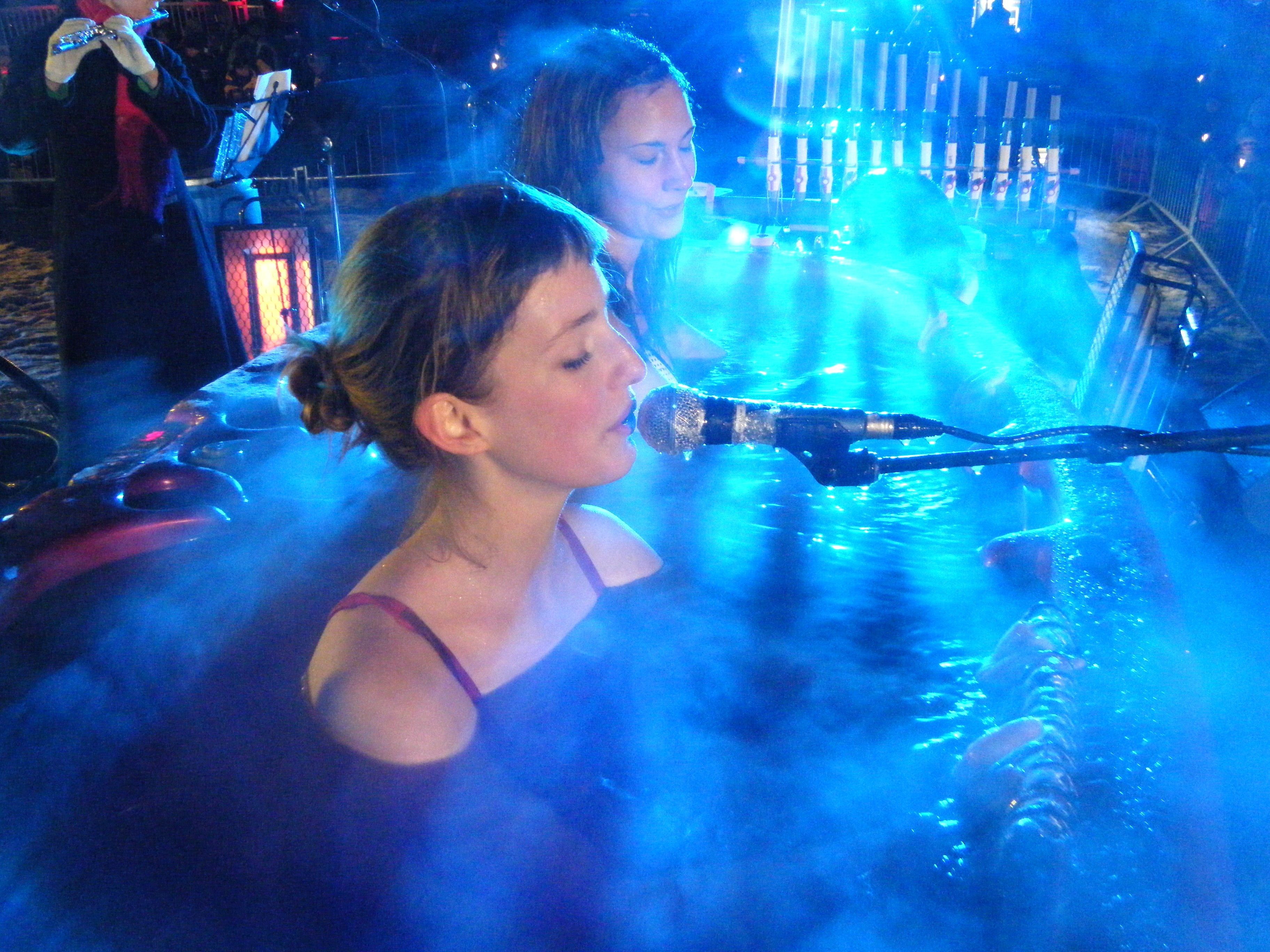
H_{2}Oркестр, выступающий перед 10-тысячной аудиторией около Канадского Музея Цивилизации в Гатино.

Ви́нтерлю́дия (англ. Winterlude, гибрид слов winter, зима и interlude, интерлюдия; фр. Bal de neige, снежный бал) — ежегодный зимний фестиваль в Национальном столичном округе Канады — городах Оттава (провинция Онтарио) и Гатино (провинция Квебек).
Винтерлюдия проводится канадскими столичными службами с 1979 года. Он является одной из главных достопримечательностей Оттавы, привлекающей каждый год сотни тысяч туристов.

## Мероприятия
Винтерлюдия — гигантское разностороннее мероприятие, включающее в себя массовые катания на коньках, ледовые шоу, конкурс снежных и ледяных скульптур между участниками из разных провинций, музыкальные концерты, ледяные дома и многое другое.
Винтерлюдия особенно знаменита гигантским семикилометровым катком, сооружаемым на канале Ридо, который расчищается и оборудуется для катания на коньках и музыкальных концертов. Многие годы каток на канале Ридо считался самым длинным в мире и лишь недавно уступил этот титул району Форкс в Виннипеге.
Другие основные места проведения Винтерлюдии включают в себя:
- Парк Жака Картье в Гатино, который специально переоборудуется в снежный парк со снежными горками, сооружениями, мероприятиями для детей, конкурс снежных и ледяных скульптур.
- Парк Конфедерации — место конкурса ледяных скульптур, ледяного дома, музыкальных концертов.
- Озеро Доу — большой каток, проведение «гонок на кроватях» и «гонок официантов».

К прочим сопутствующим мероприятиям можно отнести специальные выставки в музеях Оттавы, мероприятия на рынке Байуорд, лыжные гонки в парке Гатино.

## Продолжительность
Винтерлюдия обычно захватывает три первых выходных февраля. Некоторые немногочисленные мероприятия проводятся с понедельника по четверг в первую и вторую неделю. В это время каток значительно свободнее — там находится лишь примерно тысяча посетителей вместо десятков и сотен тысяч в выходные. Кабинки для переодевания и закусочные, расположенные вдоль катка, открыты в течение всей недели.

## Погодные условия
Погода в Оттаве труднопредсказуема и потепления часто нарушают ход Винтерлюдии. Для нормального функционирования катка на канале требуется температура не выше минус 10 °C. Каток на канале может быть открыт дольше, чем длится Винтерлюдия — от одного до двух и более месяцев.